# Talbot Typ Eifel/Schleswig
Die Triebwagen des Typs Eifel und Schleswig sind Schmalspurtriebwagen der Spurweite 1000 mm.

## Geschichte
Die Triebwagen wurden 1949/1950 von der Aachener Waggonfabrik Talbot gebaut. Der erste Wagen des Typs Eifel wurde von den Euskirchener Kreisbahnen bestellt und am 6. Mai 1950 in Betrieb genommen; am 11. Oktober 1950 folgte ein weiterer. Die Eckernförder Kreisbahnen bestellte drei Fahrzeuge; da dort ein schwächerer Motor ausreichte, erhielt diese – sonst unveränderte – Version abweichend die Typbezeichnung Schleswig. Insgesamt wurden nur sechs Wagen hergestellt. Zwar war Anfang der 1950er Jahre eine Modernisierung des Triebfahrzeugparks für viele Bahnen notwendig, durch die Einstellung vieler Schmalspurbahnen war die Nachfrage aber nicht mehr da. Keiner der Triebwagen war länger als zehn Jahre bei dem Erstbesitzer.
Eine zweimotorige Weiterentwicklung wurde 1955 in zwei Exemplaren an die Kreis Altenaer Eisenbahn geliefert und dort als „VT 1 und 2“ geführt.

## Konstruktive Merkmale
Die meterspurigen Triebwagen waren dieselgetrieben; der Humboldt-Deutz-Motor befand sich in der Mitte in einem Verschlag zwischen zwei Sitzbänken und trieb die Innenachsen der beiden Drehgestelle über Kardanwellen an; die Leistung reichte aus, um noch einen Wagen anzuhängen. Geschaltet wurde mit einem viergängigen Mylius-Getriebe. Die Wagen waren für die Zeit recht komfortabel: Sie verfügten über eine Webasto-Warmwasserheizung und gepolsterte, lederbezogene Sitze – auch für den Fahrer. Die Sitzteilung war 3+1, bei dem zweimotorigen Triebwagen der Eckernförder Kreisbahn 2+2. Bei der Inselbahn Langeoog wurden die Türen des VT 2 auf einer Seite entfernt, da die Bahnsteige alle auf der gleichen Seite liegen. So ist er auch bei der Selfkantbahn im Einsatz.

## Verbleib
Drei der Wagen sind heute noch erhalten: Sie stehen bei der Märkischen Museumseisenbahn, der Selfkantbahn und dem Deutschen Eisenbahn-Verein.

## Die Einzelwagen der Baureihe
Folgende sechs Triebwagen wurden gebaut:

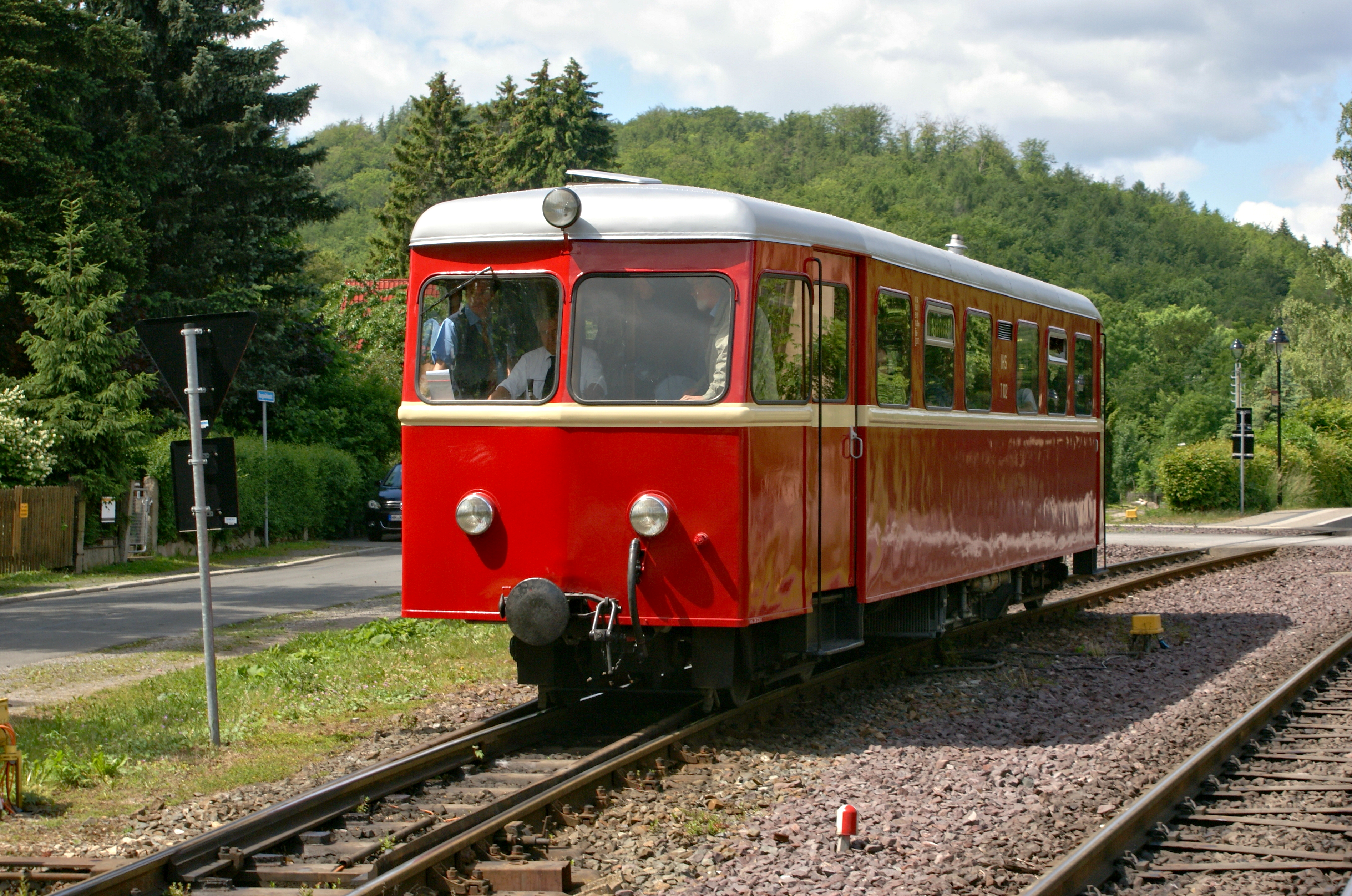
Der T 102 der IHS in Wernigerode-Hasserode

| Baujahr | Fabrik- nummer                   | Typ       | Motor- leistung | Besitzer |
| ------- | -------------------------------- | --------- | --------------- | --- |
| 1949    | 94429                            | Eifel     | 145 PS          | 1949 Euskirchener Kreisbahnen T1 1959 Inselbahn Juist T2 1982 Deutscher Eisenbahn-Verein T44 1995 betriebsfähig                                       |
| 1949    | 94430                            | Schleswig | 110 PS          | 1949 Eckernförder Kreisbahnen T3 1958 Sylter Inselbahn T24 1971 Inselbahn Juist T5 1983 Ausmusterung                                                  |
| 1949    | 94431                            | Schleswig | 110 PS          | 1949 Eckernförder Kreisbahnen T4 1958 Inselbahn Juist T1 1982 Märkische Museums-Eisenbahn T4                                                          |
| 1950    | 94432 (94434, laut Betriebsbuch) | Schleswig | 2 × 110 PS      | 1949 Eckernförder Kreisbahnen T5 1958 Kleinbahn Hoya-Syke-Asendorf T65 1965 Sylter Inselbahn T28 1971 Inselbahn Juist, Umbau Bw 15I 1980 Ausmusterung |
| 1950    | 94433                            | Eifel     | 145 PS          | 1950 Euskirchener Kreisbahnen T2 1955 Ruhr-Lippe-Eisenbahnen T6 1964 Inselbahn Langeoog VT2 1999 Selfkantbahn VT 102, betriebsfähig                   |
| 1950    | 94434                            | Eifel     | 145 PS          | 1950 Geilenkirchener Kreisbahn T101 1960 Inselbahn Juist T3 1979 Abstellung 1980 Ausmusterung                                                         |